# Vanda (manzana)
Vanda es una  variedad cultivar de manzano (Malus domestica).
Criado en la estación Experimental de Botánica, Střížovice, Checoslovaquia. Fructificado en 1983. Las frutas tienen carne jugosa y suave. Resistente a la costra del manzano y al moho.

## Sinonimias
- "Vandat"[4]

## Historia
'Vanda' es una variedad de manzana, obtenida en el "Institut for Experimentelle Botanik", en Strizovice (Checoslovaquia) cruzando 'Jolana' × 'Lord Lambourne'. Primero fructificó en 1983 e introducido en 1990.
'Vanda' aunque estuvo cultivada durante un tiempo, actualmente no se cultiva en la National Fruit Collection con el número de accesión: 1999-034 y Accession name: Vanda.

## Características

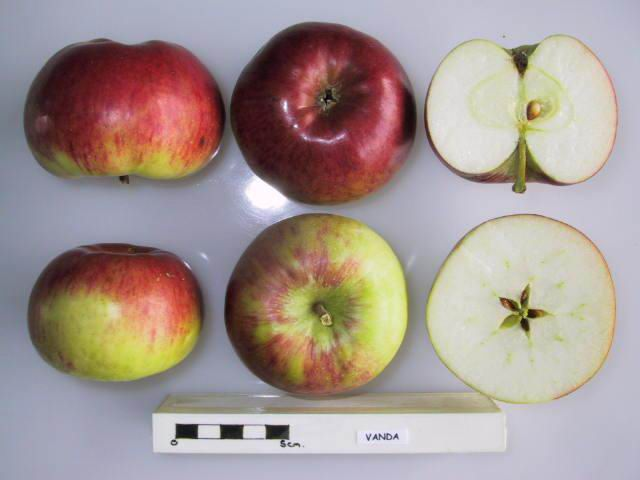
La manzana 'Vanda'.

'Vanda' es un árbol moderadamente vigoroso, extendido con ramas caídas; tiene un tiempo de floración que comienza a partir del 19 de abril con el 10% de floración, para el 22 de abril tiene una floración completa (80%), y para el 1 de mayo tiene un 90% caída de pétalos.
'Vanda' tiene tamaño de mediano a grande; forma redondo aplanada y algo angular en los lados; color base es verde madurando a amarillo verdoso claro cubierto de 40 a 60 por ciento con rubores rojos y rayas más oscuras, "russeting" (pardeamiento áspero superficial que presentan algunas variedades) muy bajo; epidermis gruesa con una sensación grasa en la madurez y en el almacenamiento; ojo pequeño y abierto, colocado en una cuenca profunda y ancha que a veces está rodeada por una corona nudosa; pedúnculo robusto y de longitud media, ubicado en una cavidad ancha, profunda y verde. La pulpa es blanca, suave y de grano fino, muy jugosa, dulce y aromática.
Su época de maduración y recogida a partir de finales de septiembre. Alguna tendencia a dejar caer fruta, florece muy fuertemente. Cosechas anuales moderadamente copiosas, necesita de aclareo de los frutos para que alcancen una mayor talla.
Mantiene el frescor hasta dos meses. Los sabores completos se desarrollan dos o tres semanas después de la cosecha.

## Usos
Un fruto excelente como postre de manzana de mesa fresca, y también utilizada para la elaboración de sidra.

## Ploidismo
Diploide auto estéril; necesita polinizador. Grupo de polinización D. Día 14.

## Susceptibilidades
- Sarna del manzano: no presenta
- Mildiu: no presenta.[4]